# Campanula trachelium
La campanula selvatica (nome scientifico Campanula trachelium L., 1753) è una pianta erbacea perenne dai fusti eretti e dai fiori blu a forma di campana, appartenente alla famiglia delle Campanulaceae.

## Etimologia
Il nome generico (campanula) deriva dalla forma a campana del fiore; in particolare il vocabolo deriva dal latino e significa: piccola campana. Dalle documentazioni risulta che il primo ad usare il nome botanico di “Campanula” sia stato il naturalista belga Rembert Dodoens, vissuto fra il 1517 e il 1585. Tale nome comunque era in uso già da tempo, anche se modificato, in molte lingue europee. Infatti nel francese arcaico queste piante venivano chiamate “Campanelles” (oggi si dicono “Campanules” o “Clochettes”), mentre in tedesco vengono dette “Glockenblumen” e in inglese “Bell-flower” o “Blue-bell”. In italiano vengono chiamare “Campanelle”. Tutte forme queste che derivano ovviamente dalla lingua latina. L'epiteto specifico (trachelium) deriva dal greco, infatti trachelos = trachea. Probabilmente perché fin dall'antichità questa pianta era conosciuta per le sue capacità di curare le tracheiti.
Il binomio scientifico della pianta di questa voce è stato proposto da Carl von Linné (1707 – 1778) biologo e scrittore svedese, considerato il padre della moderna classificazione scientifica degli organismi viventi, nella pubblicazione Species Plantarum - 1: 166. 1753 del 1753.

## Descrizione
La forma biologica della pianta è definita come emicriptofita scaposa (H scap): quindi è una pianta perennante per mezzo di gemme messe sul terreno; mentre il portamento consiste in un asse fiorale allungato con poche foglie. All'interno della pianta è presente un succo lattiginoso, infatti contengono lattice lattescente e accumulano inulina.

### Radici
La radice è un fittone, ingrossato e quasi legnoso.

### Fusto
Il fusto è eretto ed arrossato e può arrivare fino a 1 m di altezza (minimo 30 cm); inoltre è coperto da peli rigidi (ispidi) patenti. La sezione trasversale del fusto si presenta striata con 5 spigoli acuti o strettamente alati.

### Foglie

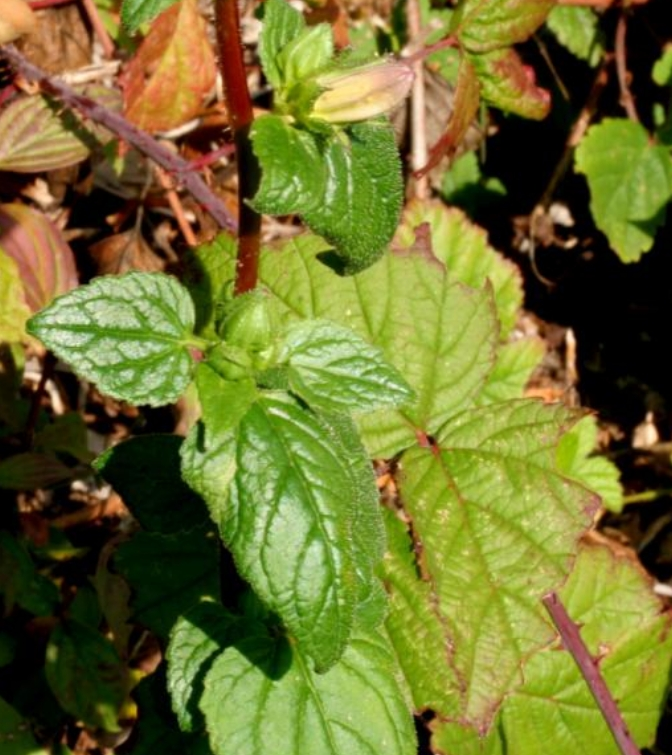
Foglie cauline

Tutte le foglie sono semplici (non divise), ruvide al tatto e sono grossolanamente dentate.
- Foglie basali: le foglie basali e comunque inferiori sono cordate (a forma di cuore), hanno un lungo picciolo (8 – 15 cm). All'apice del margine fogliare sono acuminate. Lunghezza delle foglie basali: 10 cm.
- Foglie cauline: le foglie cauline, poste a disposizione alternata lungo il fusto, hanno un picciolo alato (lunghezza del picciolo 5 – 10 mm); hanno inoltre una forma lanceolata e sono progressivamente più piccole. Dimensione media delle foglie cauline: larghezza 4 cm; lunghezza 7 cm.

### Infiorescenza
L'infiorescenza è composta da diversi fiori (2-3 o più per ogni peduncolo) posti nella parte alta del fusto (lunghi racemi fogliosi semplici ma anche ramosi). Alle biforcazioni sono presenti delle piccole brattee.

### Fiori

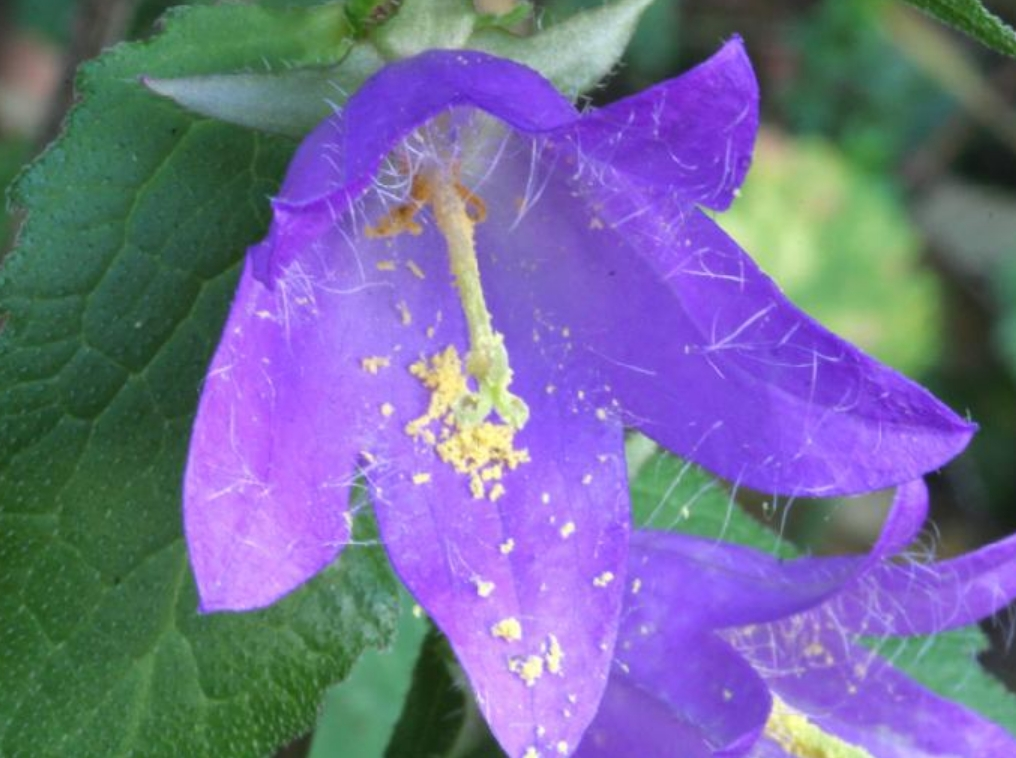
Il fiore

I fiori sono tetra-ciclici, ossia sono presenti 4 verticilli: calice – corolla – androceo – gineceo (in questo caso il perianzio è ben distinto tra calice e corolla) e pentameri (ogni verticillo ha 5 elementi). I fiori sono gamopetali, ermafroditi e attinomorfi. I fiori sono portati da un breve peduncolo. Dimensione dei fiori: 30 – 50 mm.
- Formula fiorale: per questa pianta viene indicata la seguente formula fiorale:

K (5), C (5), A (5), G (2-5), infero, capsula
- Calice: il calice è vellutato – cigliato e formato da 5 lacinie largamente lanceolate (o triangolari) ed erette. I denti calicini sono appressati al tubo corollino. Dimensioni del calice: lunghezza del tubo 4 mm; lunghezza dei denti 7 – 8 mm.
- Corolla: la corolla campanulata è gamopetala a 5 divisioni o lobi triangolari; al margine è pelosa. Il colore è azzurro – violetto ma anche blu – porpora (raramente bianco). Dimensione della corolla: diametro 14 mm; lunghezza 15 – 25 mm; larghezza dei lobi 8 mm; lunghezza dei lobi 9 – 12 mm.
- Androceo: gli stami sono 5 con antere libere (ossia saldate solamente alla base) e filamenti sottili ma membranosi alla base. Il polline è 3-porato.
- Gineceo: lo stilo è unico con 3 stigmi. L'ovario è infero, 3-loculare con placentazione assile (centrale), formato da 3 carpelli (ovario sincarpico); inoltre è coperto da peli rigidi. Lo stilo possiede dei peli per raccogliere il polline.
- Fioritura: da luglio a settembre.

### Frutti
Il frutto consiste in una capsula pelosa, pendente e deiscente con molti semi; i pori di deiscenza sono posti alla base della capsula. Il calice è accrescente con la capsula, ossia persiste e segue l'accrescimento del frutto. Dimensione del frutto: 2 cm.

## Riproduzione
- Impollinazione: l'impollinazione avviene tramite insetti (impollinazione entomogama), avviene quindi tramite api, farfalle (anche notturne). In queste piante è presente un particolare meccanismo a "pistone": le antere formano un tubo nel quale viene rilasciato il polline raccolto successivamente dai peli dallo stilo che nel frattempo si accresce e porta il polline verso l'esterno.[9]
- Riproduzione: la fecondazione avviene fondamentalmente tramite l'impollinazione dei fiori (vedi sopra).
- Dispersione: i semi cadendo a terra (dopo essere stati trasportati per alcuni metri dal vento, essendo molto minuti e leggeri – disseminazione anemocora) sono successivamente dispersi soprattutto da insetti tipo formiche (disseminazione mirmecoria).

## Distribuzione e habitat

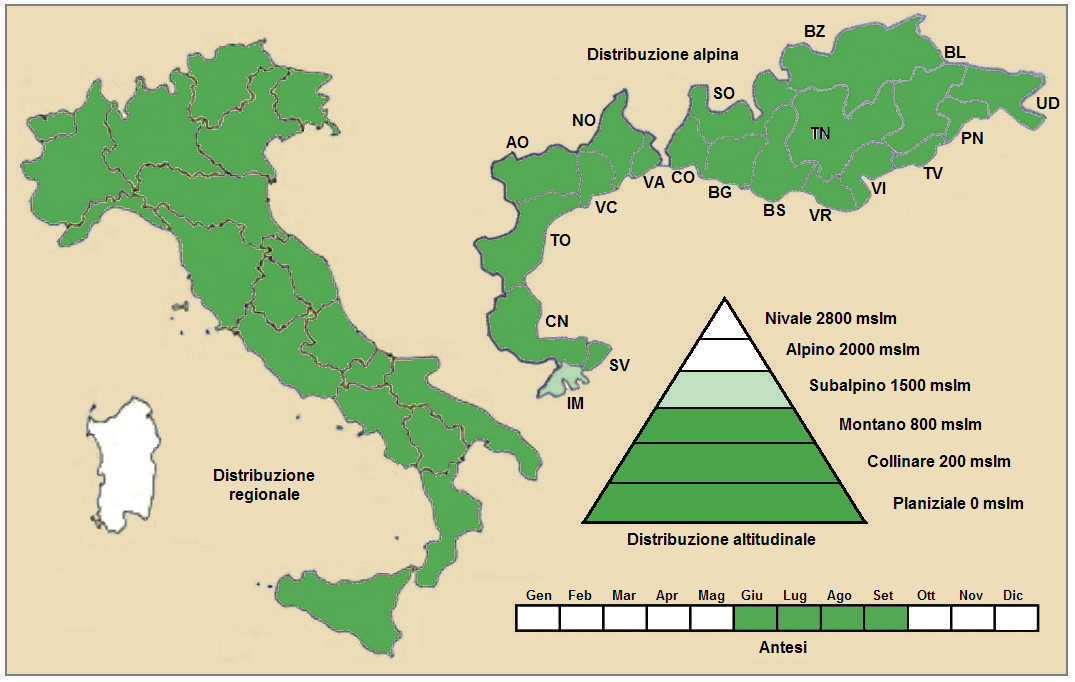
Distribuzione della pianta
(Distribuzione regionale – Distribuzione alpina)

- Geoelemento: il tipo corologico è definito come Paleotemperato, ossia delle zone temperate dell'emisfero boreale; ma anche Eurasiatico.
- Distribuzione: si trova facilmente in tutta Europa, in Asia occidentale e boreale, in Giappone, nell'Africa settentrionale e in America settentrionale. In Italia è comunissima, ma è assente in Sardegna. Nelle Alpi si trova ovunque. Sugli altri rilievi europei collegati alle Alpi si trova nella Foresta Nera, Vosgi, Massiccio del Giura, Massiccio Centrale, Pirenei, Monti Balcani e Carpazi.[11]
- Habitat: l'habitat preferito sono i boschi radi di latifoglie o le zone a cespuglieti o arbusteti, ma anche sui cigli dei sentieri e delle strade. Il substrato preferito è sia calcareo che siliceo con pH neutro, medi valori nutrizionali del terreno che deve essere mediamente umido.[11]
- Distribuzione altitudinale: dal piano a 1500 m s.l.m.; da un punto di vista altitudinale questa specie frequenta il piano vegetazionale collinare, montano, e parzialmente quello subalpino  (oltre a quello planiziale).

## Fitosociologia
Dal punto di vista fitosociologico Campanula trachelium appartiene alla seguente comunità vegetale:
Formazione: delle comunità forestali
Classe: Carpino-Fagetea sylvaticae

## Tassonomia
La famiglia di appartenenza della Campanula trachelium (Campanulaceae) è relativamente numerosa con 89 generi per oltre 2000 specie (sul territorio italiano si contano una dozzina di generi per un totale di circa 100 specie); comprende erbacee ma anche arbusti, distribuiti in tutto il mondo, ma soprattutto nelle zone temperate. Il genere di questa voce appartiene alla sottofamiglia Campanuloideae (una delle cinque sottofamiglie nella quale è stata suddivisa la famiglia Campanulaceae) comprendente circa 50 generi (Campanula è uno di questi). Il genere Campanula a sua volta comprende 449 specie (circa 50 nella flora italiana) a distribuzione soprattutto circumboreale ossia originate dai territori delle zone temperate dell'emisfero boreale (una ventina e forse più sono originarie dell'America del Nord). È comunque dalle regioni mediterranee che si pensa abbia avuto inizio la distribuzione, nel resto del mondo, di queste piante.

Il Sistema Cronquist assegna al genere Campanula la famiglia delle Campanulaceae e l'ordine delle Campanulales mentre la moderna classificazione APG la colloca nell'ordine delle Asterales (stessa famiglia). Sempre in base alla classificazione APG sono cambiati anche i livelli superiori (vedi tabella iniziale a destra).

Il numero cromosomico di C. trachelium è: 2n = 34.

### Variabilità
La specie Campanula trachelium è molto variabile vista anche la sua ampia diffusione e quindi frequentatrice di tanti habitat diversi. Questa variabilità si manifesta soprattutto nella pelosità delle foglie, del fusto, ma anche del calice del fiore. Per questa specie sono riconosciute valide le seguenti sottospecie:
- Campanula trachelium subsp. athoa (Boiss. & Heldr.) Hayek
- Campanula trachelium subsp. mauritanica  (Pomel) Quézel (Distribuzione: Africa mediterranea occidentale)
- Campanula trachelium subsp. trachelium

### Ibridi
Con la specie Campanula glomerata la Campanula trachelium forma il seguente ibrido:
- Campanula × pechlaneri J. Murr ex Dalla Torre & Sarnth., 1912

### Sinonimi
La specie Campanula latifolia, in altri testi, può essere chiamata con nomi diversi. L'elenco seguente indica alcuni tra i sinonimi più frequenti:
- Campanula athoa Boiss. & Heldr.
- Campanula trachelium var. mauritanica (Pomel) Batt.
- Campanula urticifolia  Salisb.
- Drymocodon trachelium  (L.) Fourr.
- Trachelioides vulgaris  Opiz

### Specie simili
- Campanula rapunculoides L. , 1753 – Campanula serpeggiante: questa specie si differenzia per le lacinie del calice che sono molto strette e piegate all'indietro, per le foglie basali a lamina più stretta, per l'infiorescenza unilaterale e per il fusto non arrossato. Al Nord (Italia) frequenta gli stessi habitat della Campanula trachelium, mentre al Centro e al Sud è assente.
- Campanula latifolia L. , 1753 – Campanula maggiore: le foglie basali sono scomparse alla fioritura; la campanula è più grossa.

## Usi

### Farmacia
Con le radici si usa preparare un collutorio per tonsilliti e gole infiammate.

### Giardinaggio
Fra i giardinieri la specie trachelium è una delle più comuni (ma anche una delle più rustiche); normalmente sono usate come piante da aiuola e da mosaicoltura.

## Altre notizie
La campanula selvatica in altre lingue è chiamata nei seguenti modi:
- (DE)  Nessel-Glockenblume
- (FR)  Campanule gantelée
- (EN)  Nettle-leaved Bellflower

## Galleria d'immagini

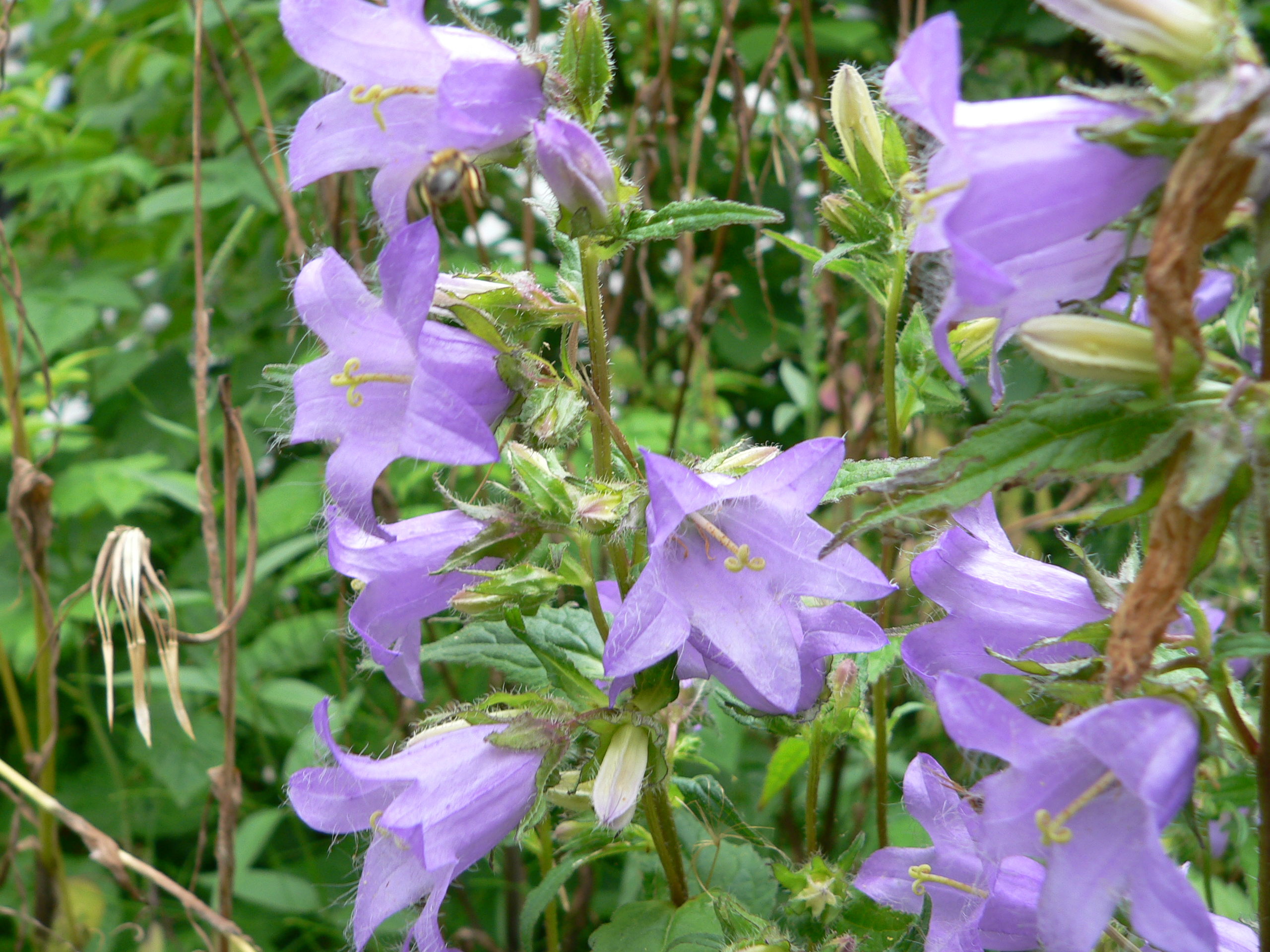
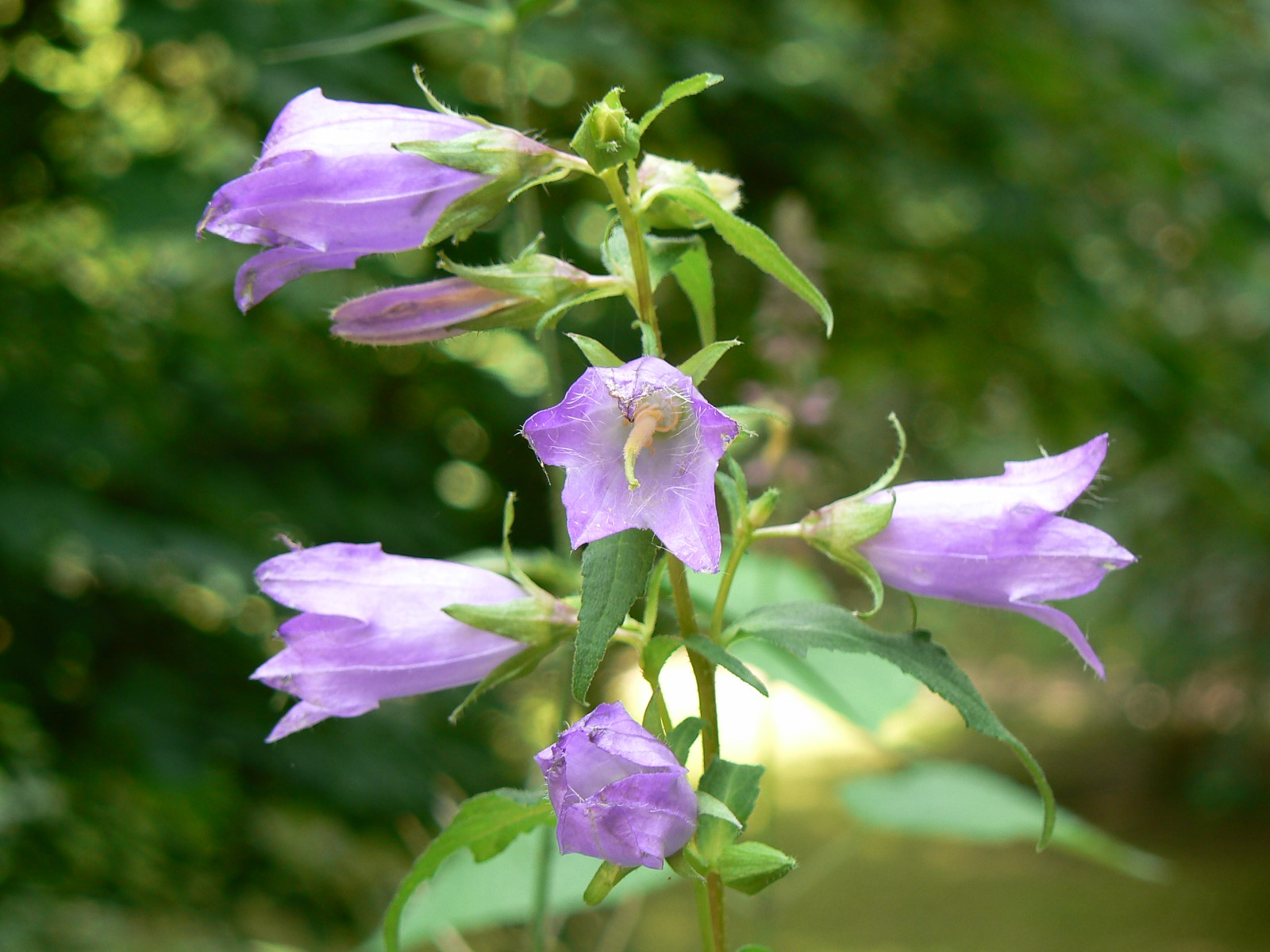
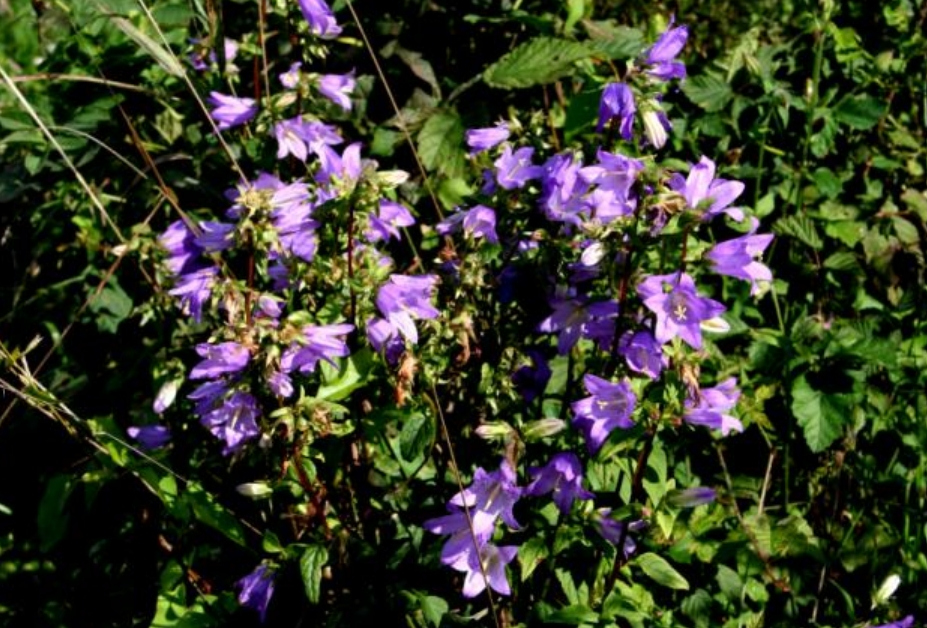
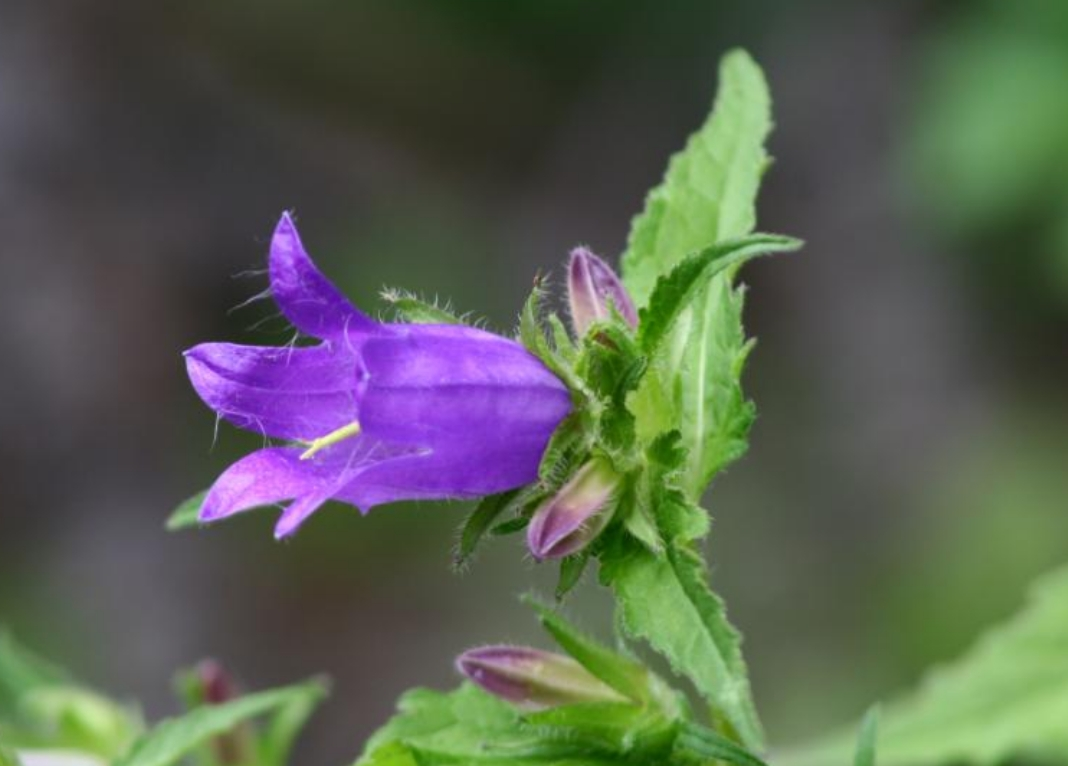
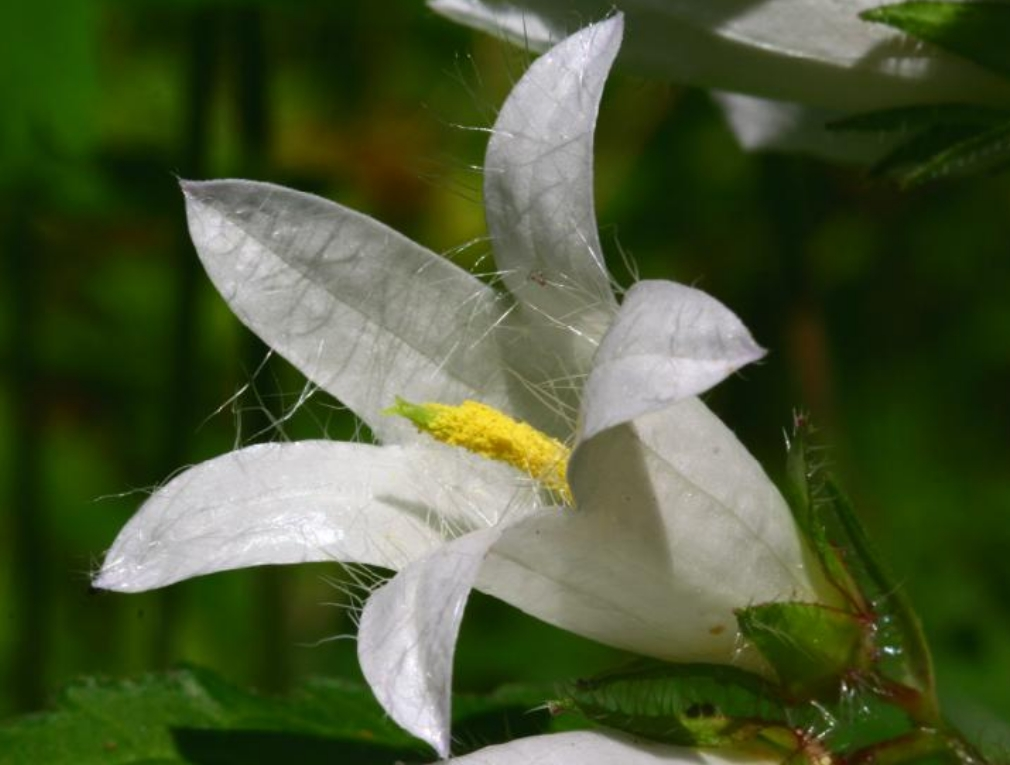
Fiore a corolla bianca